# 호소노 나가요시
호소노 나가요시(細野長良, 1883년 1월 7일~1950년 1월 1일)는 일본의 재판관이다.
도야마현립도야마중학교(지금의 도야마현립도야마고등학교)와 제6고등학교를 나온 뒤 1908년 교토제국대학 법학부를 졸업했다. 1918년 도쿄공소원 판사가 되었다. 히로시마공소원장으로 재직중이던 1944년 2월 총리대신 도조 히데키가 법조 관계자들이 전시 체제에 협력해야 한다고 요구하자 사법권 독립을 침해하고 헌법을 위반했다는 의견서를 제출했다.
제2차 세계 대전이 끝난 뒤인 1946년 2월 이와타 주조 사법대신의 천거로 제23대 대심원장에 취임했다. 두 사람은 사법권 독립을 위해 의기투합했으며 알프레드 C. 오플러 연합군 최고사령부 민정국 사법법제과장과도 사법 개혁을 위해 의기투합했다. 하지만 이와타가 공직추방되자 후임에 보수파인 기무라 도쿠타로가 취임했는데 기무라는 호소노의 주장에 동의하지 않았다. 중도파로 자유주의적 입장을 가진 다니무라 다다이치로도 사법차관이 된 뒤 호소노에 비협조적으로 나와 사법 개혁은 난관에 봉착했다.
1947년 「일본국 헌법」의 시행을 앞두고 대심원을 대신해 최고재판소가 신설되었다. 곧이어 재판관 인사가 단행되었는데 전전부터 사법권 독립을 주장한 호소노파와 이에 반발하는 반호소노파 사이의 대립이 심화되었다. 제1차 요시다 내각이 설치한 재판관임명자문위원회의 위원이었던 호소노는 자신이 도조에게 의견서를 제출했던 것처럼 중책을 담당하는 감독직에 있으면서 한 마디 항의도 못하는 사람은 최고재판소재판관의 자격이 없다고 연셜하며 재판관 선출 기준을 정해야 한다고 주장했다. 하지만 난바라 시게루 외의 동조자가 없어 호소노의 주장은 채택되지 못했다. 이후 재판관 후보자를 30명으로 압축하는 과정에서 호소노는 낙선했다.
그런데 연합군 최고사령관 더글러스 맥아더가 최고재판소재판관 선출은 신헌법 이후 출범한 내각이 선임해야 한다고 지명하여 요시다 내각에 의해 구성된 재판관임명자문위원회는 해산하고 신헌법하에서 최초로 구성된 가타야마 내각에 의해 새롭게 위원회가 꾸려지게 되었다. 이 때문에 신헌법이 시행될 때 최고재판소가 구성되지 못하게 되었고 결국 대심원장이던 호소노가 최고재판소장관 대행직을 수행해야 했다.
새롭게 꾸려지는 위원회에서도 여전히 호소노파와 반호소노파의 대립이 이어졌고 수적 열세로 인해 호소노파는 위원회에 참여하지 못하게 되었다. 결국 위원회가 선임한 재판관 후보 30명에 호소노는 포함되지 못했다. 이후 1947년 8월 4일 호소노는 장관 대행직에서 물러났다. 이는 다음날부터 시행되는 「재판소법」이 8월 4일까지 최고재판소재판관 대행직에서 물러난 사람은 대심원 판사로의 자격을 가지지만 8월 5일부터 물러난 사람은 도쿄고등재판소 판사 자격만 가진다고 명시해 놓았기 때문이었다. 퇴임 후 호소노는 도쿄도 마루노우치에 변호사 사무소를 개설했다.
그리고 1950년 1월 1일 향년 66세로 서거했다. 같은 날 훈1등 서보장을 수훈했다.
| 전임 시모야마 세이치 | 제23대 일본의 대심원장 1946년 2월 8일~1947년 5월 3일 | 후임 미부치 다다히코 (최고재판소장관) |